# غلامرضا شهبازی
غلامرضا شهبازی (زاده ۱۲ تیر ۱۳۵۲، نهاوند) پژوهشگر، مترجم و بازیگر تئاتر و تلویزیون ایرانی است.

## زندگی و حرفه
غلامرضا شهبازی در سال ۱۳۵۲ در نهاوند زاده شد. او دانش‌آموخته کارشناسی ادبیات نمایشی و کارشناسی ارشد سینما از دانشکده سینما و تئاتردانشگاه هنر تهران و دکتری تاریخ هنر از همین دانشگاه است.
فعالیت دانشگاهی
غلامرضا شهبازی از سال ۱۳۹۰ در دوره‌های کارشناسی و کارشناسی ارشد سینما و نیز کارشناسی و کارشناسی ارشد تئاتر در دانشکده سینما و تئاتر دانشگاه هنر و دانشکده هنر دانشگاه سوره تدریس کرده‌است.

## آثار
- ترجمه تک گویی‌های کلاسیک برای مردان ویراسته کریس سالت؛ نشر بیدگل؛ سال۱۳۹۸
- ترجمه تئاتر و تماشاگر: به سوی نقش خلاق مخاطب در رویداد ادبی-تئاتری؛ با همکاری مجید اخگر، منصور براهیمی، مهدی نصراله زاده و نرگس یزدی؛ انتشارات سمت؛ سال ۱۳۹۷
- ترجمه نمایشنامه مده‌آ نوشته اوریپید؛ نشر بیدگل؛ سال 1397[۱]
- ترجمه نمایشنامه ماکیاوللی: هنر رعب و وحشت نوشته رابرت کوهن؛انتشارات حکمت سینا؛ سال ۱۳۹۶ (نامزد نهایی کتاب سال در بخش نمایشنامه)[۲]
- ترجمه نمایشنامه طنین صدای یک انسان نوشته دیوید هنری هوانگ؛انتشارات حکمت سینا؛ سال۱۳۹۶
- ترجمه نمایشنامه زنان تروا نوشته اوریپید؛ نشر بیدگل؛ سال1396[۳]
- ترجمه تک گویی‌های کلاسیک برای زنان ویراسته کریس سالت؛ نشر بیدگل؛ سال1396[۴][۵]
- ترجمه نمایشنامه الکترا نوشته اوریپید؛ نشر بیدگل؛ سال۱۳۹۵
- ترجمه راهنمای عملی تئاتر ماسک نوشته توبی ویلشر؛انتشارات سمت؛ سال1392[۶]

## فیلم‌شناسی

### فیلمها
- قفل یعنی کلید (مرجان اشرفی زاده، ۱۳۸۷)

### مجموعه‌های تلویزیونی
- کارآگاهان (مجموعه، حمید لبخنده، ۱۳۸۶)
- فاکتور هشت (مجموعه تلویزیونی) (مجموعه، رضا کریمی، ۱۳۸۸)

## جوایز
- رتبه اول بازیگری مرد برای نمایش مراسمی برای یک دوست در سومین دوره نمایشنامه خوانی مولوی(۱۳۸۶)
- رتبه اول کارگردانی برای نمایش صدای انسان در چهارمین دوره نمایشنامه خوانی مولوی(۱۳۸۸)[۷]